# NHK俳句
『NHK俳句』（エヌエイチケイはいく）は、NHK Eテレ、NHKワールド・プレミアムの俳句番組である。
元々は『NHK俳壇』（エヌエイチケイはいだん）と題して1994年4月8日から放送されたが、2005年4月9日以降は当タイトルに変更された。また2012年4月からは、毎月第4日曜日放送分が初心者向けの俳句講座『俳句さく咲く！』（はいくさくさく）としてリニューアルされたが、2021年度から「俳句さく咲く！」は「NHK俳句」本体へ再統合された。

## 概要
NHK短歌と同様、毎週決められた課題を全国から公募し、選者が評価する。また、毎年3月にはNHK全国俳句大会も行われ、大会大賞を決める。
「俳句さく咲く！」では各世代を代表する俳句初心者が出演者（下記参照）として俳句を学び、投稿されたエピソードを基に俳句を作るほか、公募された中から6作品が入選句として紹介される。その中で最も優秀な作品「キラリ俳句大賞」（のちに「さく咲く！俳句大賞」に改称）は番組内で発表の上番組のホームページ上でも公開される。入選句と番組で紹介されなかった佳作の作品は、放送2ヶ月後の「NHK俳句テキスト」に掲載される。これに加え2014年度からは、番組で募集した俳句作りに携わる学校や団体を出演者が訪問して俳句の競作を行う「参上！俳句ムサシ」のコーナーが加わり、2016年度はメンバーによる「吟行」のコーナーに発展した。なお、「NHK俳句」本体への再統合後の2021年度第4週は「NHK俳句部」と銘打ち、本体のフォーマットに沿いながらも初心者向けの内容を送っており、最終年の「俳句さく咲く！」から継承された要素も多かったが、「吟行」のロケが無くなり、その分の時間を他週同様の入選句の品評に充てているのが一番の相違点であった。また、第4週は週替わりのゲストを招かなかった（準レギュラーの出演者がその役割を兼ねる）。2022年度は「NHK俳句部」も廃止され、他の週と完全にフォーマットを統一したが、第2週に俳句初心者向けのコーナーを設定していた。2023年度からは第1週に設定し、週替わりのゲストを招かず、本来司会である柴田が生徒の立場に廻る形式となっていたが、2024年度は新たに生徒役のレギュラーが配置される。2025年は第2週にも固定のレギュラーが配置され、ゲストの出演は第3週と第4週のみとなった。
また、2023年以降の第4週は、ゲストの芸能人・俳人（2024年度までは中西アルノも参加）による句合わせ・句会形式となっており、放送における当該週の入選句の紹介は三席以上、講評は一席の句に対してのみ行われる。なお、それ以外の入選句の発表は公式サイトにおいて補完している。
曜日配列の関係で第5日曜日まである月の場合は、前週（2023年は同年第1週）の再放送とするか、第5日曜日に「NHK俳句 増刊号」と題した特別番組を編成して調整する。ただし、1月が第5日曜日まである場合は、第1日曜日が正月三が日となり本放送が休止されるため、「増刊号」等での調整対応は行わず、1週ずつ担当を繰り下げて対応し、第1週の再放送枠は過去回のアンコール放送に充てる。また、4月が第5日曜日まである場合も、改編時期の都合上、4月第1週を「3月第5週」と扱い、4月分の担当を1週ずつずらす場合がある。
2020年度は新型コロナウィルス感染症にともなう緊急事態宣言の影響により、4月19日放送分を最後に新規放送をいったん中止。4月26日から5月17日までは2019年度の過去回（いずれも小林聡美・宇多喜代子の担当回）の再放送を行った。延期されていた「俳句さく咲く！」の2020年度初回放送となった5月24日放送分より、リモート収録ながら新規放送を再開しており、「俳句さく咲く！」以外ではスタジオに進行役のアナウンサーを配置する形式となった。緊急事態宣言解除を受けて、6月21日放送分よりソーシャルディスタンスに配慮しながら通常収録を再開した。

## 放送時間
（出典：）
| 放送期間            | 番組名  | 放送時間（日本時間）         | 放送時間（日本時間）                                    |
| 放送期間            | 番組名  | 本放送                       | 再放送                                                  |
| ------------------- | ------- | ---------------------------- | ------------------------------------------------------- |
| 1994年度            | NHK俳壇 | 金曜日 21:25 - 21:55（30分） | 月曜日 15:00 - 15:30（30分）                            |
| 1995年度 - 1996年度 | NHK俳壇 | 金曜日 21:25 - 21:55（30分） | 火曜日 15:00 - 15:30（30分）                            |
| 1997年度            | NHK俳壇 | 金曜日 20:00 - 20:30（30分） | 月曜日 12:30 - 13:00（30分）                            |
| 1998年度            | NHK俳壇 | 金曜日 20:00 - 20:30（30分） | 月曜日 15:30 - 16:00（30分）                            |
| 1999年度 - 2002年度 | NHK俳壇 | 日曜日 8:00 - 8:30（30分）   | 水曜日 5:25 - 5:55（30分） 金曜日 12:30 - 13:00（30分） |
| 2003年度            | NHK俳壇 | 土曜日 7:10 - 7:40（30分）   | 水曜日 5:30 - 6:00（30分）                              |
| 2004年度            | NHK俳壇 | 土曜日 8:00 - 8:30（30分）   | 水曜日 5:30 - 6:00（30分）                              |
| 2005年度 - 2006年度 | NHK俳句 | 土曜日 8:00 - 8:30（30分）   | 水曜日 5:30 - 6:00（30分）                              |
| 2007年度 - 2008年度 | NHK俳句 | 日曜日 8:00 - 8:30（30分）   | 水曜日 5:30 - 6:00（30分）                              |
| 2009年度            | NHK俳句 | 日曜日 7:30 - 8:00（30分）   | 水曜日 5:05 - 5:35（30分）                              |
| 2010年度            | NHK俳句 | 日曜日 6:35 - 7:00（25分）   | 水曜日 14:30 - 14:55（25分）                            |
| 2011年度 - 2021年度 | NHK俳句 | 日曜日 6:35 - 7:00（25分）   | 水曜日 15:00 - 15:25（25分）                            |
| 2022年度 - 2023年度 | NHK俳句 | 日曜日 6:35 - 7:00（25分）   | 金曜日 14:35 - 15:00（25分）                            |
| 2024年度 -          | NHK俳句 | 日曜日 6:35 - 7:00（25分）   | 水曜日 14:20 - 14:45（25分）                            |

## 司会
2025年度現在
- 柴田英嗣（アンタッチャブル）（2023年度 -。全週の司会者ではあるが、2023年度の第1週の講座コーナーでは生徒的立場に廻った）

過去
- 中村充（アナウンサー、『NHK俳壇』時代、1994 - 1997年度、ただし1995年8月 - 1996年3月を除く）
- 西村弘（アナウンサー、『NHK俳壇』時代、1995年8月 - 1996年3月）
- 小林昭彦（アナウンサー、『NHK俳壇』時代、1998 - 2000年度）
- 好本惠（フリーアナウンサー、『NHK俳壇』時代、2001 - 2004年度）
- 杉浦圭子（アナウンサー、2005・2006年度）
- 石井かおる（アナウンサー、2007 - 2009年度）
- 大沼ひろみ（アナウンサー、2010年度）
- 桜井洋子（アナウンサー、嘱託職、2011 - 2014年度）
- 岸本葉子（エッセイスト、2015 - 2021年度。2017年度までは「俳句さく咲く！」を除いた全週、2018・2019年度は第2週、2020年度は第3週担当、2021年度は第2週担当）
- 小林聡美（女優、2018・2019年度の第1週担当）
- 戸田菜穂（女優、2018・2019年度の第3週、2020年度の第1週担当）
- 武井壮（タレント。2020年度の第2週、2021年度の第1週、2022年度の全週担当。「俳句さく咲く！」司会から異動）
- 中田喜子（女優、2021年度の第3週担当）
- 塚地武雅（ドランクドラゴン）（2021年度の第4週担当。前年の「俳句さく咲く！」司会兼生徒から続投）
- 中川緑（アナウンサー、2020年6月7日・14日、2022年2月13日、2023年5月21日・28日） - 2020年6月の担当時は前述の理由により司会・選者ともにスタジオ外からのリモート出演となっていたため、スタジオ進行として出演。2022年2月は岸本の代理として担当。2023年度以降はナレーションとして携わるほか、2023年5月に柴田の代理で司会を担当。
- ナレーション（詠み人）：酒井雄二（ゴスペラーズ）2006年4月〜2012年3月

## レギュラー・準レギュラー

### レギュラー
2025年度現在
- 中西アルノ（乃木坂46）（2023年度 - 。2023年度は第1 - 3週のロケコーナー「ゼロから俳句」コーナーに出演し、第4週はスタジオでの作句に参加。2024年度以降は後者に専念）
- 庄司浩平（2024・2025年度の第1週）
- 内田紅甘（2025年度の第2週）

過去
- 家藤正人（2023年度。第1週選者の夏井の実子。第1週の講座コーナーと、俳句初心者向け「ゼロから俳句」コーナーの進行役を担当）
- 黒岩徳将（2023年4月 - 8月の第4週、2024年度の第2・3週。2023年度は助っ人俳人として、句合わせのコーナーで中西またはゲストのパートナーを務めた。2024年度はミニコーナー「クロイワの俳句やろうぜ！」に出演）
- 斉藤志歩（2023年4月 - 8月の第4週。黒岩同様に助っ人俳人として出演）

### 準レギュラー
過去
- 田中要次（2021年度第4週不定期。「俳句さく咲く！」生徒から続投）
- いとうまい子（同上）
- 櫻井紗季（東京パフォーマンスドール、同上）

## 選者
2025年4月現在
- 堀田季何（第1週、前年度から継続して担当）
- 岸本尚毅（第2週）
- 和田華凜（第3週）
- 高野ムツオ（第4週、前年度から継続して3年連続の担当）

歴代
- 1994年度：稲畑汀子、鷹羽狩行、鈴木真砂女、金子兜太
- 1995年度：稲畑汀子、金子兜太、鈴木真砂女、鷹羽狩行
- 1996年度：稲畑汀子、廣瀬直人、黒田杏子、鷹羽狩行
- 1997年度：星野椿、廣瀬直人、黒田杏子、藤田湘子
- 1998年度：星野椿、倉田紘文、岡本眸、藤田湘子
- 1999年度：宇多喜代子、倉田紘文、岡本眸、深見けん二
- 2000年度：宇多喜代子、大串章、鍵和田柚子、深見けん二
- 2001年度：今井千鶴子、大串章、鍵和田柚子、斎藤夏風
- 2002年度：今井千鶴子、平井照敏、寺井谷子、斎藤夏風
- 2003年 - 2004年度：今瀬剛一、山田弘子、坊城俊樹、寺井谷子
- 2005年 - 2006年度：稲畑汀子、矢島渚男、宇多喜代子、茨木和生
- 2007年 - 2008年度度：長谷川櫂、安原葉、正木ゆう子、宮坂静生
- 2009年 - 2010年：西村和子、三村純也、高野ムツオ、片山由美子
- 2011年度：三村純也、有馬朗人、高野ムツオ、大石悦子
- 2012年度：有馬朗人、大石悦子、岩岡中正、宇多喜代子
- 2013年度：宇多喜代子、小澤實、岩岡中正、神野紗希
- 2014年度：宇多喜代子、小澤實、櫂未知子、稲畑廣太郎
- 2015年度：池田澄子、星野高士、櫂未知子、小澤實
- 2016年度：正木ゆう子、堀本裕樹、夏井いつき、小島健
- 2017年度：今井聖、高柳克弘、夏井いつき、櫂未知子
- 2018年度：宇多喜代子、岸本尚毅、星野高士、櫂未知子
- 2019年度：宇多喜代子、長嶋有、井上弘美、堀本裕樹
- 2020年度：小澤實、対馬康子、西村和子、櫂未知子
- 2021年度上半期：片山由美子、鴇田智哉、岸本尚毅、櫂未知子
- 2021年度下半期：片山由美子、阪西敦子、岸本尚毅、櫂未知子
- 2022年度：高柳克弘、井上弘美、星野高士、堀本裕樹
- 2023年度：夏井いつき、山田佳乃、村上鞆彦、高野ムツオ
- 2024年度：堀田季何、西山睦、木暮陶句郎、高野ムツオ

※名前の並びは左から順に第1週 - 第4週担当である。2012年度から2020年度まで、第4週担当は「俳句さく咲く！」の講師も兼任していた。

## 「俳句さく咲く！」

### 内容
番組最後には出演者たちによる「さく咲く！ミニ句会」が行われ、詠んだ俳句を出演者自身の「いい句」「ダメ句」の投票によって評価する。そして講師が最後の評価を行い、これで決められた優秀な作品は番組オリジナルの「俳句さく咲く！歳時記」に収録される。その他細部のルールは、年度により変化している。
- 2012年度 - 2013年度

不合格を言い渡された者には次回放送分までの宿題が課せられる。
- 2014年度 - 2015年度

上記の通り世代分けが撤廃されたほか、「いい句」「ダメ句」の投票と講師の評価の結果で次回放送分で座る座席の質が変化するというシステムに変更された。また2015年度は石田を含む「さく咲くセブン」というメンバー（詳細は後述）が制定され、番組冒頭に勉強会兼予選会が行われて予選を勝ち抜いた3名がミニ句会に参加できる。そしてミニ句会で3回「いい句」に選ばれた者はその次の回で番組全編に出演でき、逆に3回「ダメ句」に選ばれるとその次の回は予選会にも出場できなくなるというシステムが加わる。さらに、出演者には「NHK全国俳句大会で特選を受賞する」という目標が与えられる。
- 2016年度

講師の評価で決められる「優秀句」が歳時記に収録され、また「残念句」に選ばれた者の顔がその回の最後までの間画像処理で隠されるようになった。2015年度に引き続き、出演者には「NHK全国俳句大会で特選を受賞する」という目標が与えられる。「俳句ムサシ」に代わるロケコーナーとして、スタジオで講義のコーナー「さく咲く！俳句講座」が行われた後井上以外のメンバーが参加する「吟行」のコーナーが設けられ、まずそこで1人2句ずつ俳句を詠む。そしてミニ句会では出演者たちの評価で1句ずつを選び、最後に講師の評価で「優秀句」と「残念句」が決められる。

### 出演者
選者・講師
- 宇多喜代子（2012年度）
- 神野紗希（2013年度）
- 稲畑廣太郎（2014年度）
- 小澤實（2015年度）
- 小島健（2016年度）
- 櫂未知子（2017年度、2018年度、2020年度）
- 堀本裕樹（2019年度）

司会・生徒・その他出演者
- 2012年度
  - 石井正則（アリtoキリギリス）（司会担当）
  - 天野ひろゆき（キャイ〜ン）（10月放送分の司会担当）
  - 我が家（坪倉由幸・杉山裕之・谷田部俊）
  - 福田花音（スマイレージ）
  - オープニングコーナー「おめざ！BY俳句男子」出演者
    - 中山優貴・日和佑貴・荒井敦史・樋口裕太

  - ミニドラマ「俳句王子への道」出演者
    - 秋元龍太朗・真山明大・柾木玲弥

  - 2012年4月1日放送のパイロット版のゲスト 
    - 大槻ケンヂ・野元愛・佐久間一行

- 2013年度
  - NON STYLE（石田明・井上裕介） （石田は生徒、井上は司会）
  - 室井滋
  - 廣田あいか
  - 冨浦智嗣

- 2014年度
  - NON STYLE
  - 室井滋
  - 嗣永桃子（Berryz工房）（司会・生徒兼務）
  - 三村凌霄（『さく咲く！ミニ句会』のコーナーに出演）

- 2015年度
  - NON STYLE
  - 嗣永桃子（カントリー・ガールズ）
  - 「さく咲く!ミニ句会」出演者・さく咲くセブン
    - 赤嶺総理（すぽっと→ピン芸人）・三浦友加・舛方一真（エレファンツ→舛方・高見）・シシオガイ・おばたかずき（ひので→ピン芸人）・宮戸洋行（GAG少年楽団）

  - ナレーター：前田沙耶香

- 2016年度
  - NON STYLE
  - ミッツ・マングローブ
  - 楠世蓮
  - ボビー・ジュード
  - ナレーター：佐々木亜希子（2017年1月まで）→四本木典子（2017年2月から）

- 2017年度、2018年度
  - 武井壮（司会）
  - 加藤諒
  - 酒井敏也
  - 上西星来（東京パフォーマンスドール）
  - 櫻井紗季（東京パフォーマンスドール）
  - ナレーター：四本木典子

- 2019年度
  - 武井壮（司会）
  - 加藤諒
  - 酒井敏也
  - 上西星来（東京パフォーマンスドール）
  - 櫻井紗季（東京パフォーマンスドール）
  - 市川理矩
  - ナレーター：四本木典子

- 2020年度
  - 塚地武雅（ドランクドラゴン）（司会・生徒兼務）
  - 田中要次
  - いとうまい子
  - 櫻井紗季（東京パフォーマンスドール）
  - ナレーター：四本木典子（2020年5月分は保里小百合が代行）

2020年度の最終出演者は全員統合後の第4週にも続投しているが、櫂と塚地以外は月替わりの準レギュラーとなる。

## テキスト
テキストのNHK俳句は、NHK出版から毎月20日発売される。